# Nancy Vieira
Nancy Vieira (Guiné-Bissau, 1975) é uma cantora de origem cabo-verdiana residente em Portugal.

## Biografia
Filha de pais cabo-verdianos que regressaram a Cabo Verde onde passou toda a sua infância, emigrou para Lisboa aos catorze anos. Sua estreia ocorreu em 1995, quando lançou o disco Nôs Raça. O seu estilo se caracteriza por uma fusão dos ritmos tradicionais da música de Cabo Verde com influências de outras partes do globo, nomeadamente do Brasil e Antilhas. A solo, para além de Portugal e Cabo Verde, actuou em palcos de  países como Reino Unido, Países Baixos, Estados Unidos, Angola, entre outros.
Em 1999 aparece no disco "Música de intervenção Cabo Verdiana : a história da luta de independência de Cabo Verde contada em música" com os temas "Hitler câ tâ ganhá guerra" (com Titina Rodrigues) e em "Apocalypse" com Ildo Lobo e outros nomes. Em 2004 lançou o álbum "Segred".
Gravou a "Canção de Alterne" (Carlos Tê / Rui Veloso), no álbum A Espuma das Canções de Rui Veloso , lançado em 2005. Participa no álbum "Mentiroso Normal" da Ala dos Namorados. Cantou com o grupo e com Rão Kyao no palco Sunset Rock In Rio, Festival Rock In Rio de Lisboa em 2008.
No âmbito da campanha de educação e sensibilização relativamente ao cancro do colo do útero, promovida pela Liga Portuguesa Contra o Cancro, Nancy Vieira participou no cd "Mulher Passa a Palavra", cantando ao lado de várias cantoras, tais como Rita Guerra, Mafalda Arnauth, Jacinta, Lúcia Moniz, entre outras.
Gravou dueto com o cantor Dany Silva para álbum comemorativo dos seus 40 anos de carreira.
Em parceria com o pianista e compositor português Manuel Paulo, lança em 2009 o disco Pássaro Cego. Este álbum reúne influências de diversos géneros. O trabalho, com letras de João Monge, deu origem a uma edição especial em CD e livro (pela editora Arthouse. O disco contou com a participação de vários convidados, destacando-se o cantor brasileiro Chico César na canção “Ilha dos Amantes”.
Em 2010 participa no disco "Reintervenção" de Tributo a José Afonso e em "Graffiti" deJúlio Pereira onde cantou "Fitisera Di Klaridon".
Em 2012 é lançado o álbum Nô Amá através da editora Lusafrica. Em 2013 colabora no disco "Voz & Guitarra 2" onde interpreta "Corpo Encantado" em conjunto com Júlio Pereira.

## Discografia
Entre a sua discografia encontram-se: 
- Nôs Raça (Disconorte, 1995)
- Segred (Praça Nova, 2004)
- Lus (Harmonia Mundi/World Village, 2007)
- Pássaro Cego (Arthouse, 2009), com Manuel Paulo
- Nô Amá (Lusafrica, 2012)

Colaborações
- 1996 - Derito
- 2003 - "Ao vivo no B.Leza" - Dze q'dze / Ce la vie
- 2005 - Rui Veloso, Canção de Alterne
- 2005 - Boas Festas : homenagem a Luis Morais
- 2006 - Jon Luz
- 2006 - José Barros - Regresso
- 2007 - Sons da Fala - Nhor Deus
- 2007 - O Canto dos Animais - O papagaio fofoca
- 2010 - "Reintervenção" (Tributo a José Afonso) - Tu Gitana
- 2010 - Júlio Pereira - Fitisera Di Klaridon
- 2013 - Voz & Guitarra 2 - Corpo Encantado, com Júlio Pereira